# Сечовлє
Сечовлє (словен. Sečovlje) — поселення в общині Піран, Регіон Обално-крашка, Словенія. Висота над рівнем моря: 2,4 м. Розташоване неподалік від кордону з Хорватією. Основним джерелом доходу є туризм, позаяк поблизу знаходиться саліна та національний парк.